# Project X – Hemmafesten
Project X – Hemmafesten är en amerikansk komedifilm från 2012, i regi av Nima Nourizadeh och producerad av Todd Phillips.
Filmen skapades genom en rikstäckande öppen rollfördelningssamtal för att hitta personer som aldrig jobbat med skådespel förut, eller som har haft begränsad erfarenhet. Majoriteten av filmens roller kom från detta samtal, men några av dem har haft tidigare erfarenheter, såsom Thomas Mann, som fick huvudrollen efter ett flertal provspelningar. Filmandet ägde rum i Los Angeles under fem veckor, med en budget på 12 miljoner dollar. Filmen presenteras som en hemmavideo, då en deltagare från festen i filmen dokumenterade händelserna under festen med sin kamera.
Filmen hade biopremiär den 2 mars 2012 i USA och den 20 april i Sverige. Vid slutet av året gjordes en stor omräkning där Project X - Hemmafesten toppade resultatlistan över de mest nedladdade långfilmerna det året.

## Handling
Tre pojkar som hade varit relativt anonyma i skolan bestämmer sig för att anordna en hemmafest som ska bli en av tidernas bästa. Men ryktet om festen spred sig snabbt, vilket medförde problem och över en kväll krossas drömmar, rykten fläckas och legender föds.

## Rollista
- Thomas Mann - Thomas
- Oliver Cooper - Costa
- Jonathan Daniel Brown - J.B.
- Kirby Bliss Blanton - Kirby
- Alexis Knapp - Alexis
- Dax Flame - Dax
- Miles Teller - Miles
- Martin Klebba - Angry Little Person
- Rick Shapiro - T-Rick
- Rob Evors - Rob
- Caitlin Dulany - Thomas mamma
- Peter MacKenzie - Thomas pappa
- Nichole Bloom  - J.B.s flickvän
- Brady Hender  -  Costas partyvakt
- Nick Nervies - Costas partyvakt
- Emilio Cubillos - DJ